# 林維爾鎮區 (北卡羅萊納州伯克縣)
林維爾鎮區（英語：Linville Township）是位於美國北卡羅萊納州伯克縣的一個鎮區。

## 地方資料
林維爾鎮區的面積為108.79平方千米，當中陸地面積為107.40平方千米，而水域面積為1.39平方千米。根據2020年美國人口普查的數據，當地共有人口1782人，而人口密度為每平方千米16.38人。